# Poroy
O distrito peruano de Poroy é um dos 8 distritos da província de Cusco, situada no departamento de Cusco, pertencente à região homônima.

## Transporte
O distrito de Poroy é servido pela seguinte rodovia:
- PE-3S, que liga o distrito de La Oroya à Ponte Desaguadero (Fronteira Bolívia-Peru) - e a rodovia boliviana Ruta 1 - no distrito de Desaguadero (Região de Puno) [2][3][4]